# Edith Jasmand-Großmann
Edith Jasmand-Großmann (* 17. November 1896 in Dresden; † 5. Juli 1985 in Dippoldiswalde) war eine deutsche Malerin und Grafikerin.

## Leben und Werk
Edith Jasmand-Großmann war polnisch-russischer Abstammung. Ihr Großvater besaß ein Gut bei Tula. Der Schriftsteller Henryk Sienkiewicz war ihr Großonkel.
Sie studierte in Dresden bei Arno Drescher an der Akademie für Kunstgewerbe und gemeinsam mit Otto Dix bei Otto Hettner an der Akademie der bildenden Künste. Danach arbeitete sie in Zinnwald als freischaffende Künstlerin. Sie bereiste u. a. Jugoslawien und Italien. In der Zeit des Nationalsozialismus war sie obligatorisch Mitglied der Reichskammer der bildenden Künste. Es ist für diese Zeit aber lediglich 1938 ihre Teilnahme an der Frühjahrsausstellung der Vereinigung Schaffender Künstler e.V. in Dresden bekannt.
Nach 1945 lebte sie erst in Pirna und dann wieder in Zinnwald als freischaffende Künstlerin. 
Edith Jasmand-Großmann war mit dem Kunsthistoriker und Maler Bernhard Jasmand († 1986) verheiratet. Ihre Grabstätte befindet sich auf dem Friedhof von Zinnwald.

## Werke (Auswahl)
- Mädchen mit Taube (1941, Öl; Lindenau-Museum Altenburg/Thüringen)[2]
- Dorfstraße (Aquarell)[3]
- Stilleben[4]

## Ausstellungen nach 1945 (mutmaßlich unvollständig)

### Einzelausstellung
- 1983: Dresden, Kunstausstellung Kühl

### Teilnahme an zentralen und wichtigen regionalen Ausstellungen in der Sowjetischen Besatzungszone und in der DDR
- 1946: Dresden, Allgemeine Deutsche Kunstausstellung
- 1946: Dresden, Kunstausstellung Sächsischer Künstler[5]
- 1948: Freiberg, 3. Ausstellung Erzgebirgischer Künstler[6]
- 1952: Chemnitz, Schlossbergmuseum, Mittelsächsische Kunstausstellung